# Томо Винковић
Томо Винковић била је југословенска ливница и фабрика машина која је имала седиште у Бјеловару (данашња Хрватска). Ова компанија је пре свега била позната по својим малим зглобним тракторима, под називом „Томо Винковић“, који су се производили по лиценци италијанске компаније Pasquali. Сличне тракторе почела је од 2005. године производити компанија Hittner.

## Историја
Предузеће је основано 17. јануара 1960. године, када је предузеће Метал (основано 12. марта 1953. г.) преименовано у Томо Винковић. У почетку предузеће се бавило истим пословима као и претходна фирма. Међутим, 1961. године предузеће је повећало своје инвестиције и купило нову опрему из Пољске. Касније, 1964. године, отворене су две нове производне линије – једна за ливење гвожђа а друга за производњу грађевинских машина. Први разговори са представницима компаније Pasquali из Италије почели су 1965. године. Од тада је почела производња првих мотокултиватора ознака PE-14 и касније PE-15, као и малих зглобних трактора ознака TV-15 и TV-18. Трактори су касније извожени на тржишта Пољске, Чехословачке и Португалије.

## Занимљивости
Када је председник Југославије Јосип Броз Тито посетио предузеће, на поклон је добио трактор TV-18, који је касније коришћен на Брионима.

## Порекло имена
Предузеће је добило име по истакнутом борцу НОР-а Тому Винковићу (10. децембар 1909 – 14. јануар 1942) који је извршио самоубиство да не би био ухапшен од стране припадника НДХ.

## Производи

### Прикључци
- Ротокопачица TV 95
- Ротокопачица TV 120
- Плугови једнобраздни, двобраздни, окретни
- Приколице једноосовинске
- Предња ротокоса
- Задња ротокоса